# Christopher Juul-Jensen
Christopher Juul-Jensen (Kilmacanogue, 6 juli 1989) is een Deens wielrenner die sinds 2016 rijdt voor de vanaf 2023 Team Jayco AlUla geheten wielerploeg.

## Carrière
Juul-Jensen werd in 2007 Deens kampioen in de ploegentijdrit bij de junioren, samen met Rasmus Guldhammer en Ricky Enø Jørgensen en tweede op het nationaal kampioenschap Mountainbike. Hij won daarnaast het eindklassement van de Zwitserse wedstrijd Tour du Pays de Vaud.
In 2010 werd hij achtste in Luik-Bastenaken-Luik voor beloften en achtste op het nationaal kampioenschap tijdrijden voor beloften. Op het nationaal kampioenschap op de weg voor beloften behaalde hij een zilveren medaille.
Hij werd in 2011 opnieuw nationaal kampioen ploegentijdrit voor elite, met Lasse Bøchman, Daniel Foder, Jimmi Sørensen, Michael Valgren en Troels Vinther.
In de wegwedstrijd op de Olympische Spelen in Rio de Janeiro eindigde Juul-Jensen op plek 32, op ruim negenenhalve minuut van winnaar Greg Van Avermaet.

## Belangrijkste overwinningen
2007
3e etappe deel B Tour du Pays de Vaud (ploegentijdrit)
Eindklassement Tour du Pays de Vaud
 Deens kampioen ploegentijdrijden, Junioren
(met Guldhammer en Enø Jørgensen)
2011
Eindklassement Coupe des nations Ville Saguenay
 Deens kampioen ploegentijdrijden, Elite
(met Bøchman, Foder, Sørensen, Valgren, Vinther)
2015
 Deens kampioen tijdrijden, Elite
Eindklassement Ronde van Denemarken
2018
4e etappe Ronde van Zwitserland

## Resultaten in voornaamste wedstrijden
| Jaar | Ronde van Italië | Ronde van Frankrijk | Ronde van Spanje |
| ---- | ---------------- | ------------------- | ---------------- |
| 2012 |                  |                     |                  |
| 2013 |                  |                     |                  |
| 2014 | 100e             |                     |                  |
| 2015 | 135e             |                     |                  |
| 2016 |                  | 119e                |                  |
| 2017 | 109e             |                     | 107e             |
| 2018 | 74e              |                     |                  |
| 2019 | 70e              | 112e                |                  |
| 2020 |                  | 99e                 |                  |
| 2021 | 97e              | 114e                |                  |
| 2022 | 93e              | 128e                |                  |
| 2023 |                  | 117e                |                  |
| 2024 |                  | 97e                 |                  |

| Jaar | Milaan-San Remo | Gent-Wevelgem | Ronde van Vlaanderen | Parijs-Roubaix | Amstel Gold Race | Luik-Bast.‑Luik | Ronde van Lombardije | E3 Harelbeke | Strade Bianche | Brabantse Pijl |  | WK op de weg |  | Wereldranglijsten |
| ---- | --------------- | ------------- | -------------------- | -------------- | ---------------- | --------------- | -------------------- | ------------ | -------------- | -------------- |  | ------------ |  | ----------------- |
| 2012 |                 |               |                      |                | 99e              |                 |                      |              |                |                |  |              |  |                   |
| 2013 |                 |               | opgave               | 118e           |                  |                 |                      | 98e          |                |                |  |              |  |                   |
| 2014 | 107e            | 74e           | 84e                  | 73e            |                  |                 |                      | 66e          | 18e            |                |  | 71e          |  |                   |
| 2015 | opgave          |               | 96e                  | 114e           |                  |                 |                      |              | 28e            |                |  | opgave       |  | 141e (UWT)        |
| 2016 | 171e            |               |                      |                | 93e              | 67e             |                      |              | opgave         |                |  | opgave       |  | 159e (UWT)        |
| 2017 |                 | 47e           |                      |                | 22e              | opgave          | 82e                  | 58e          | 7e             | 6e             |  | 76e          |  |                   |
| 2018 | 30e             |               |                      |                | 73e              | 100e            |                      |              |                | 57e            |  |              |  | 177e (UWT)        |
| 2019 | 113e            | 70e           | 96e                  |                | 89e              |                 |                      | 57e          | 19e            | 51e            |  | opgave       |  | 1154e (UWR)       |
| 2020 |                 |               | opgave               |                |                  | 78e             |                      |              |                |                |  | 77e          |  |                   |
| 2021 | 130e            |               |                      | 79e            | 121e             | 73e             | 104e                 |              | 60e            |                |  |              |  |                   |
| 2022 |                 |               |                      |                |                  | opgave          |                      |              |                |                |  |              |  |                   |
| 2023 |                 |               |                      |                | 75e              |                 |                      |              | 99e            |                |  |              |  |                   |
| 2024 |                 |               |                      |                |                  |                 | 116e                 |              | opgave         | opgave         |  |              |  |                   |

## Ploegen
- 2008 –  Glud & Marstrand Horsens
- 2009 –  Glud & Marstrand Horsens
- 2010 –  Glud & Marstrand-LRØ Rådgivning
- 2011 –  Glud & Marstrand-LRØ
- 2012 –  Team Saxo Bank-Tinkoff Bank [a]
- 2013 –  Team Saxo-Tinkoff
- 2014 –  Tinkoff-Saxo
- 2015 –  Tinkoff-Saxo
- 2016 –  Orica-BikeExchange [b]
- 2017 –  Orica-Scott
- 2018 –  Mitchelton-Scott
- 2019 –  Mitchelton-Scott
- 2020 –  Mitchelton-Scott
- 2021 –  Team BikeExchange
- 2022 –  Team BikeExchange Jayco
- 2023 –  Team BikeExchange-Jayco
- 2024 –  Team Jayco AlUla
- 2025 –  Team Jayco AlUla

Boaro ·
Cantwell · 
Christensen ·
Contador ·
J. J. Haedo ·
L. S. Haedo ·
Hoestov ·
Hernández ·
Juul-Jensen ·
Jørgensen ·
Klostergaard ·
Kroon ·
Lund ·
Majka ·
Margaliot ·
Marycz ·
Miyazawa ·
Mørkøv ·
Navarro ·
Noval ·
Nuyens ·
Paulinho ·
Pires ·
Roberts ·
C. A. Sørensen ·
N. Sørensen · 
Steensen ·
Tanner ·
Tosatto ·
Vinther
Bennati ·
Boaro ·
Breschel ·
Cantwell · 
Christensen ·
Contador ·
Duggan ·
Hernández ·
Juul-Jensen ·
Jørgensen ·
Kreuziger ·
Kroon ·
Kump ·
Lund ·
Majka ·
McCarthy ·
Miyazawa ·
Mørkøv ·
Noval ·
Petrov ·
Paulinho ·
Pires ·
Roche ·
Rogers ·
C. A. Sørensen ·
N. Sørensen · 
Sutherland ·
Tosatto ·
Zaugg ·
Hansen (stagiair) ·
Poljański (stagiair)
Beltrán · Bennati · Boaro · Breschel · Contador · Hansen · Hernández · Juul-Jensen · Kolář · Kreuziger · Kroon · Kump · Majka · McCarthy · Mørkøv · Paulinho · Petrov · Pires · Poljański · Roche · Rogers · Rovny · C.A. Sørensen · N. Sørensen · Sutherland · Tosatto · Troesov · Valgren · Zaugg · Guldhammer (stagiair)
Basso · Beltrán · Bennati · Boaro · Bodnar · Breschel · Broett · Contador · Hansen · Hernández · Juul-Jensen · Kišerlovski · Kolář · Kreuziger · Majka · McCarthy · Mørkøv · Paulinho · Petrov · Pires · Poljański · Rogers · Rovny · J. Sagan · P. Sagan  · Sørensen · Tosatto · Troesov · Valgren · Zaugg · Gogl (stagiair) · Großschartner (stagiair) · Tolhoek (stagiair)
Albasini · Bewley · Chaves · Cheung · Cort · Docker · Durbridge · Edmondson · Ewan · Gerrans · Haig · Hayman · Hepburn · Howson · Impey · Juul-Jensen · Keukeleire · Matthews · Meier · Mezgec · Plaza · Power · Tuft · Txurruka · Verona · A.Yates · S.Yates · Schultz (stagiair)
Albasini · Bewley · Chaves · Cheung · Cort · Docker · Durbridge · Edmondson · Ewan · Gerrans · Haig · Hayman · Hepburn · Howson · Impey · Juul-Jensen · Keukeleire · Kluge · Kreuziger · Mezgec · Plaza · Power · Tuft · Verona · A. Yates · S. Yates
Albasini · Bauer · Bewley · Chaves · Durbridge · Edmondson · Ewan · Haig · Hamilton · Hayman · Hepburn · Howson · Impey · Juul-Jensen · Kluge · Kreuziger · Meyer · Mezgec · Nieve · Power · Trentin  · Tuft · Verona · A. Yates · S. Yates
Affini · Albasini · Bauer · Bewley · Bookwalter · Chaves · Durbridge · Edmondson · Grmay · Haig · Hamilton · Hayman · Hepburn · Howson · Impey · Juul-Jensen · Meyer · Mezgec · Nieve · Schultz · Scotson · Smith · Stannard · Trentin  · A. Yates · S. Yates
Affini · Albasini · Bauer · Bewley · Bookwalter · Chaves · Durbridge · Edmondson · Grmay · Groves · Haig · Hamilton · Hepburn · Howson · Impey · Juul-Jensen · Konysjev · Meyer · Mezgec · Nieve · Peák · Schultz · Scotson · Smith · Stannard · A. Yates · S. Yates · Zejts
Bauer · Bewley · Bookwalter · Chaves · Colleoni · Durbridge · Edmondson · Grmay · Groves · Hamilton · Hepburn · Howson · Jansen · Juul-Jensen · Kangert · Konysjev · Matthews · Meyer · Mezgec · Nieve · Peák · Schultz · Scotson · Smith · Stannard · Yates · Zejts · Choon (stagiair) · O'Brien (stagiair)
Balmer · Bauer · Bewley · Colleoni · Craddock · Durbridge · Edmondson · Grmay · Groenewegen · Groves · Hamilton · Hepburn · Howson · Jansen · Juul-Jensen · Kangert · Konysjev  · Maas · Matthews · Meyer · Mezgec · O'Brien · Peña · Reinders (vanaf 23/8) · Schultz · Scotson · Smith · Sobrero · Stewart · Yates · Bogusławski (stagiair) · De Pretto (stagiair) · Foldager (stagiair)
Balmer · Berhe · Colleoni · Craddock · De Marchi · Dunbar · Durbridge · Engelhardt · Grmay · Groenewegen · Hamilton · Harper · Hepburn · Jansen · Juul-Jensen · Maas · Matthews · Mezgec · O'Brien · Peña · Porter · Pöstlberger · Quick · Reinders · Scotson · Sobrero · Stewart · Štybar · Yates · Zana · Jørgensen (stagiair) · McKenzie (stagiair)
Berhe · Craddock · De Marchi · De Pretto · Dunbar · Durbridge · Engelhardt · Ewan · Foldager · Groenewegen · Hamilton · Harper · Hepburn · Jansen · Juul-Jensen · Maas · Matthews · Mezgec · O'Brien · Peña · Plapp · Porter · Quick · Reinders · Schmid · Scotson · Stewart · Walscheid · Yates · Zana